# Hubert Fuß
Hubert Fuß (14. dubna 1853 Malé Hoštice – 25. prosince 1892 Vídeň) byl rakouský pedagog a politik německé národnosti ze Slezska, v 2. polovině 19. století poslanec Říšské rady.

## Biografie
Narodil se roku 1853 ve Slezsku. Vystudoval filozofii a získal titul doktora filozofie. Od roku 1876 byl gymnáziálním učitelem. Od roku 1877 učil latinu a řečtinu na gymnáziu v Leopoldstadtu. Byl veřejně a politicky aktivní. V II. vídeňském okrese zastával post náměstka předsedy pokrokového klubu. Byl činný v učitelském spolku Mittelschule.
2. října 1890 byl zvolen na Dolnorakouský zemský sněm za kurii městskou, obvod Korneuburg. Politicky byl orientován jako německý nacionál a antisemita. Odmítal český spolkový život ve Vídni a vystupoval proti sokolským slavnostem v Opavě.
Působil i jako poslanec Říšské rady (celostátního parlamentu Předlitavska), kam usedl ve volbách roku 1885 za kurii městskou a obchodních a živnostenských komor ve Slezsku, obvod Opava. Mandát obhájil ve volbách roku 1891. Poslancem byl až do své smrti roku 1892. Pak ho nahradil Wladimir Demel. Ve volebním období 1885–1891 se uvádí jako Dr. Hubert Fuß, gymnaziální profesor, bytem Vídeň.
Po volbách roku 1885 se uvádí jako člen antisemitského poslaneckého klubu okolo Georga von Schönerera. V roce 1890 i po volbách roku 1891 patřil k nacionalistickému klubu Deutschnationale Vereinigung.
Zemřel v prosinci 1892. Do poslední doby se účastnil schůzí parlamentu, ale jeho zevnějšek prozrazoval vážnou chorobu.